# Gérard Depardieu

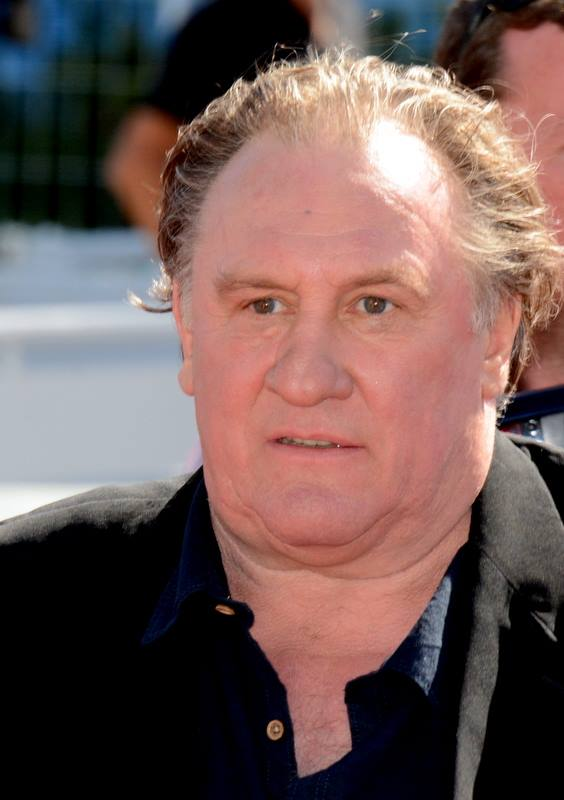
Gérard Depardieu, 2015

Gérard Xavier Marcel Depardieu [ʒeʁaʁ gzavje maʁsɛl dəpaʁdjø] (Gérard Depardieu anhörenⓘ; * 27. Dezember 1948 in Châteauroux, Indre) ist ein international bekannter Schauspieler. Der gebürtige Franzose zählt seit den 1970er Jahren zu den bedeutendsten Charakterdarstellern des französischen Films. Er spielte auch in populären Komödien, darunter Asterix-Verfilmungen.

## Leben und Werk

### Herkunft und Jugend
Gérard Depardieu wurde als drittes von sechs Kindern eines Klempners geboren. Er wuchs in sehr bescheidenen Verhältnissen in Châteauroux auf, und seine Eltern konnten weder lesen noch schreiben. Nach schulischen Problemen aufgrund von Sprachstörungen galt er als labil und aufsässig. In seiner Autobiografie erzählt er, dass er sich ab dem Alter von zehn Jahren an homosexuelle Männer prostituiert habe. Mit dreizehn Jahren begann er eine Druckerlehre, brach diese jedoch bald ab. In seiner Freizeit widmete er sich in einer US-Kaserne dem Boxsport. Depardieu geriet mehrmals aufgrund von Diebstählen und Schmuggel mit der Polizei und Zollbehörden in Konflikt. Zusätzliche Geldeinnahmen erzielte er aus dem Verkauf von Schmuck, den er auf Friedhöfen durch das Aufgraben frischer Gräber fand.

### Schauspielkarriere
Im Jahr 1964 wurde Depardieu von einem Freund, dem Schauspielschüler Michel Pilorgé, überredet, mit ihm nach Paris zu ziehen. Nach dem Besuch einer Molière-Aufführung beschloss Depardieu, selbst Schauspieler zu werden. Am Théâtre National Populaire wurde sein Talent erkannt, und er erhielt kostenlosen Unterricht. Ab 1966 absolvierte er die École d’Art dramatique von Jean-Laurent Cochet am Theâtre Edouard VII. Eine seiner Mitschülerinnen war Claude Jade. Bald folgten Engagements am Theater sowie kleine Auftritte in Film und Fernsehen.

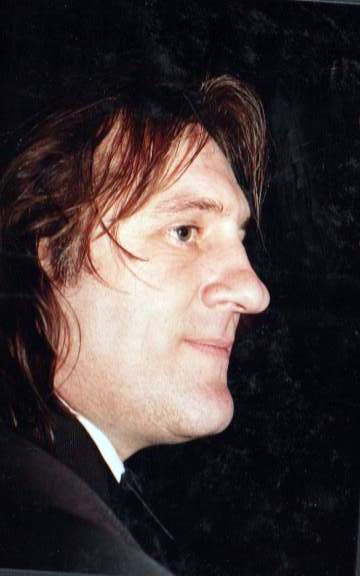
Depardieu bei der César-Verleihung 1991

Auf Vermittlung des Theaterregisseurs Claude Régy lernte Depardieu die Schriftstellerin Marguerite Duras kennen, die in den folgenden Jahren vier Filme mit ihm drehte. 1971 bzw. 1974 erschienen die Filmdramen Nathalie Granger nach einem Roman von Duras und Die Ausgebufften (mit weiteren angehenden Schauspielstars, Patrick Dewaere und Miou-Miou, sowie mit Jeanne Moreau), die ihm den Durchbruch brachten und auch außerhalb des französischen Sprachraums Aufmerksamkeit erregten. Bereits 1976 spielte Depardieu in dem international besetzten Filmepos 1900 des italienischen Regisseurs Bernardo Bertolucci eine der Hauptrollen neben Robert De Niro, Dominique Sanda, Donald Sutherland und Burt Lancaster. 1980 spielte er mit Catherine Deneuve und Heinz Bennent in dem Kriegsdrama Die letzte Metro des Starregisseurs der Nouvelle Vague, François Truffaut. Unter dessen Leitung trat er erneut 1981 an der Seite von Fanny Ardant in dem Liebesdrama Die Frau nebenan auf. Viele seiner frühen Filme prägen für lange Zeit Depardieus Image eines jungen Wilden, unangepassten Anti-Bürgerlichen, des Liebhabers, Kleinkriminellen, Nichtsnutzes und Rebellen und reflektieren somit anarchische Züge im Geist der 1970er Jahre; vgl. beispielsweise Maîtresse (1976, Regie Barbet Schroeder), Barocco (1976, Regie André Téchiné), Die wilden Mahlzeiten (1976, Regie Francis Girod), Süßer Wahn (1977, Regie Claude Miller).
In späteren Produktionen, darunter zahlreiche Literaturverfilmungen, spielte Depardieu oft charismatische historische Figuren. Produktionen, die über die Grenzen Frankreichs hinaus Beachtung fanden, waren etwa Jean Florette (1986, Regie Claude Berri) nach dem Roman Die Wasser der Hügel des provenzalischen Schriftstellers Marcel Pagnol, Camille Claudel (1988, an der Seite von Isabelle Adjani, Regie Bruno Nuytten, über die Beziehung zwischen der Bildhauerin Claudel und ihrem Lehrer Auguste Rodin, dargestellt von Depardieu), Germinal (1993) nach dem gleichnamigen Romanepos von Émile Zola, La vie en rose über das Leben der Sängerin Édith Piaf (2007, an der Seite von Marion Cotillard, Regie Olivier Dahan, Depardieu spielt Piafs Entdecker, den Theaterdirektor Louis Leplée) sowie Verfilmungen mehrerer Asterix-Comics (1999, 2002, 2008, 2012) mit Depardieu in der Rolle des Obelix.
So rückte Depardieu zum führenden Charakterdarsteller seiner Generation auf. 1991 erhielt er für die Titelrolle in Jean-Paul Rappeneaus Cyrano von Bergerac eine Oscar-Nominierung. Für den wichtigsten französischen Filmpreis, den César, war er sechzehnmal nominiert, was einen Rekord darstellt. Seinen ersten César gewann er für die Hauptrolle in Die letzte Metro. Bis 2022 war er in mehr als 240 Film- und Fernsehrollen zu sehen, davon mehr als 200 Filmrollen, etwa 30 Fernsehrollen und einige Auftritte in Kurzfilmen. In vielen Produktionen wirkte er nach eigenem Bekunden vor allem aus finanziellen Gründen mit und bekannte: „Ich habe auch viel Müll gedreht […] Ich bin immer noch der kleine Rowdy aus Châteauroux, der [gern] gute Geschäfte macht.“. Ein Dutzend Filme produzierte Depardieu selbst, er führte viermal Regie und half zudem in Produktionen befreundeter Regisseure mit Gastauftritten aus, etwa in Der Husar auf dem Dach (1995).

### Alkoholismus
Die Frankfurter Allgemeine Zeitung berichtete, dass Depardieu zu Dreharbeiten oft unpünktlich und alkoholisiert erscheine und dass er seinen Text nicht beherrsche und dieser ihm z. B. über Kopfhörer souffliert werde. In seinem Buch Vivant berichtete Depardieu 2004, der Alkohol mache ihn „völlig alle“. Zugleich enthüllte er, dass er eine Lebertransplantation hinter sich habe, aufgrund der er sich wie „wiederauferstanden“ fühle und sein Leben wieder genieße. Im Jahr 2005 bezeichnete Depardieu seine Landsleute als „blöde“, weil einige ihn bei einem Auftritt in einer Talkshow der BBC für betrunken gehalten hatten. 2014 berichtete er, er trinke täglich bis zu 14 Flaschen Wein. Daneben nannte er Bier, Pastis, Champagner, Wodka und Whiskey als weitere von ihm bevorzugte Getränke. Auf einem Flug der Air France urinierte er im August 2011 im Passagierraum, nachdem ihm während des Starts ein Toilettengang untersagt worden war.
Am 18. Mai 1998 brach er sich bei Versailles beim Sturz von einem Roller ein Bein; ein Bluttest ergab einen Alkoholgehalt von 2,55 Promille. Zur Strafe wurde ihm der Führerschein für 15 Monate entzogen, und er erhielt eine Haftstrafe von drei Monaten, die zur Bewährung ausgesetzt wurde.
Im Mai 2003 erlitt er einen Verkehrsunfall auf der Avenue de l’Opéra in Paris, und am 28. Juni 2004 wurde er an einer roten Ampel in Paris auf seinem 1300er Yamaha-Motorrad von einem Pkw angefahren und musste wegen eines Waden- und Schienbeinbruchs operiert werden. Am 15. August 2012 rammte er einen Smart, unternahm einen tätlichen Angriff auf den Unfallgegner und beging dann Fahrerflucht. Am 29. November 2012 fiel er auf der Place du Général Catroux im 17. Pariser Arrondissement betrunken von seinem Motorroller; ein Bluttest ergab einen Alkoholgehalt von 1,8 Promille. 2013 erhielt Depardieu dafür eine Geldstrafe in Höhe von 4000 Euro und ein Fahrverbot von sechs Monaten. Im August 2008 berichtete er in einem Interview von insgesamt 17 Motorradunfällen, in die er bis dahin verwickelt gewesen sei. Trotzdem darf Depardieu Pkw und Motorroller fahren, da er auch eine belgische Fahrerlaubnis erworben hat, die weiterhin Gültigkeit besitzt.

### Emigration nach Steuererhöhung, Verhältnis zu Russland

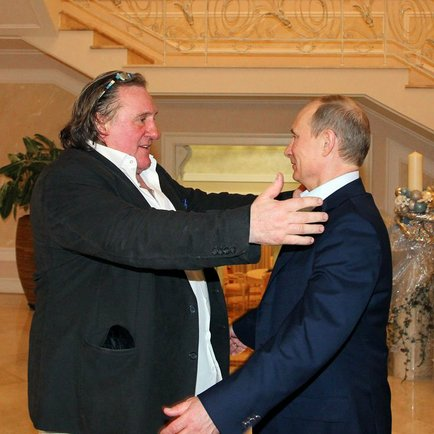
Gérard Depardieu trifft Wladimir Putin am 6. Januar 2013 in Sotschi.

Im Jahr 2012 beabsichtigte die französische Regierung die Einführung einer Reichensteuer. Um dieser zu entgehen, verlagerte Depardieu im Dezember 2012 seinen Wohnsitz nach Estaimpuis-Néchin in Belgien und kündigte an, die französische Staatsbürgerschaft aufzugeben, was nach dem Code civil nur möglich ist, wenn der Antragsteller zuvor eine andere Staatsangehörigkeit erworben hat. Der französische Premierminister Jean-Marc Ayrault sagte, Depardieus Verhalten habe schon „etwas Armseliges“. Am 20. Dezember 2012 bot Russlands Präsident, Wladimir Putin, Depardieu die russische Staatsbürgerschaft an, Depardieu beantragte sie und erhielt sie am 3. Januar 2013 per Präsidentenerlass.  Am 7. Januar 2013 räumte Depardieu öffentlich ein: „Zwar besitze ich einen russischen Pass, doch ich bin Franzose.“ Seinen Wohnsitz bezog Depardieu offiziell in der russischen Stadt Saransk und kündigte an, dort ein Restaurant eröffnen zu wollen. Seit 2013 besitzt er auch eine Wohnung in Grosny, die ihm vom Präsidenten der russischen Teilrepublik Tschetschenien, Ramsan Kadyrow, geschenkt wurde.
Ende Juli 2015 verhängte der Nationale Sicherheitsdienst der Ukraine ein fünfjähriges Einreiseverbot gegen Depardieu, nachdem ihn das ukrainische Kulturministerium als Bedrohung für die nationale Sicherheit des Landes bezeichnet hatte. Im Jahr zuvor soll Depardieu gesagt haben: „Ich liebe Russland und die Ukraine, die ein Teil von Russland ist.“ Nach dem russischen Überfall auf die Ukraine im Februar 2022 erklärte Depardieu, dass er gegen diesen „Bruderkrieg“ sei. Dieser sei ein „verrückter und inakzeptabler Exzess“ Wladimir Putins, für dessen Verhalten die russische Bevölkerung „nicht verantwortlich“ sei. Depardieu rief zu einem Waffenstillstand auf und kündigte an, den Erlös aus seinen Auftritten Anfang April 2022 im Théâtre des Champs-Élysées ukrainischen Opfern zu spenden. Putins Sprecher, Dmitri Peskow, bot Depardieu eine „Belehrung“ an – dieser müsse „aufgeklärt“ werden, sagte Peskow.
Depardieu erwarb darüber hinaus die Staatsbürgerschaft der Vereinigten Arabischen Emirate.

### Vergewaltigungsanschuldigungen
Gegen Depardieu wurden seit 2018 von mehreren Frauen Vorwürfe wegen angeblicher sexueller Übergriffe erhoben.
Am 27. August 2018 erstattete die Schauspielerin Charlotte Arnould (* 1995) auf der Polizeiwache des südfranzösischen Dorfes Lambesc gegen Depardieu Anzeige wegen Vergewaltigung. Dieser zeigte sich „erschüttert“ und sagte, ihre Anschuldigung „tue ihm sehr weh, weil sie unbegründet sei.“ DNA-Proben, mit denen sich ein Geschlechtsakt hätte nachweisen lassen, wurden nicht genommen, sodass Aussage gegen Aussage stand. Die Pariser Staatsanwaltschaft stellte das Verfahren mangels Beweisen ein. Im August 2020 reichte Arnould abermals eine Anzeige ein, die eine Wiederaufnahme des Verfahrens notwendig machte. Die Justizbehörden entschieden am 10. März 2022, dass es „schwerwiegende und übereinstimmende Indizien“ für eine Vergewaltigung Arnoulds gebe. Depardieu bestritt dies und sagte aus, sie habe in alles eingewilligt.
Ende April 2024 teilte die Pariser Staatsanwaltschaft mit, dass im Oktober 2024 ein Prozess gegen Depardieu wegen Vorwürfen sexueller Gewalt an zwei Frauen beginnen werde. Depardieu war zuvor auf einer Pariser Polizeiwache zu Vorwürfen von zwei Frauen vernommen worden, die ihm Übergriffe im Jahr 2021 vorwarfen, bei Dreharbeiten zu Jean Beckers Filmdrama Les volets verts. Ähnliche Vorwürfe erhob die Schauspielerin Hélène Darras zu Dreharbeiten mit Depardieu im Jahr 2014, doch wurde wegen Verjährung keine Anklage erhoben. Depardieu bestritt alle Vorwürfe und bezeichnete sich im Figaro als Opfer „medialer Lynchjustiz“. Künstler wie Charlotte Rampling und Carla Bruni beklagten, dass für ihn die Unschuldsvermutung offenbar nicht gelte. Am 13. Mai 2025 wurde Depardieu in diesem Fall schuldig gesprochen: Das Gericht verhängte eine Strafe von 18 Monaten Haft auf Bewährung und ordnete eine behördliche Registrierung als Sexualstraftäter an. Das Urteil ist noch nicht rechtskräftig.

### Privatleben

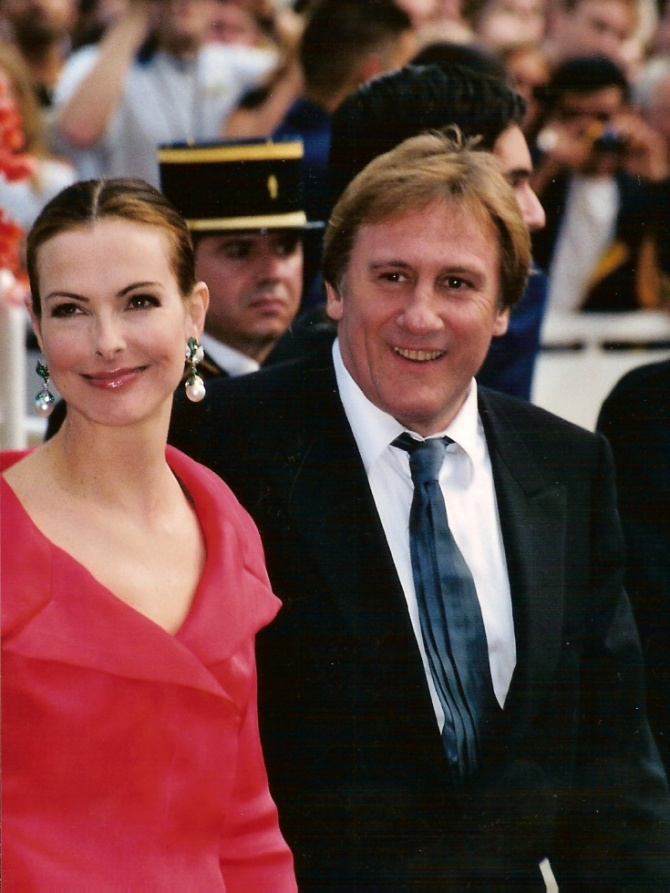
Carole Bouquet mit Gérard Depardieu, 2001

Depardieu war von 1970 bis 1996 mit der Schauspielerin Élisabeth Guignot verheiratet, die nach der Scheidung wieder ihren Geburtsnamen annahm. Aus der Ehe gingen die beiden Kinder Guillaume und Julie hervor, die ebenfalls Schauspieler wurden. Guillaume starb im Oktober 2008 im Alter von 37 Jahren an einer Lungenentzündung aufgrund einer Krankenhausinfektion. Depardieu hat außerdem eine im Januar 1992 geborene Tochter aus einer außerehelichen Beziehung. Das Bekanntwerden dieser Verbindung führte zur Scheidung von Élisabeth Guignot.
Nach der Scheidung 1996 begann Depardieu eine Liebesbeziehung mit der Schauspielerin Carole Bouquet, mit der er von 2003 bis 2005 verlobt war. Seither lebt er mit einer 29 Jahre jüngeren Frau zusammen, einer ehemaligen Literaturstudentin der Harvard-Universität, die ein Weingut in der Toskana verwaltet. Von 2001 bis 2006 führte er außerdem eine weitere Beziehung, aus der ein Sohn (* 14. Juli 2006) hervorging. Depardieu benannte sein jüngstes Kind nach seinem verstorbenen Freund Jean Carmet.

### Weinanbau und Gastronomie
Depardieu ist auch als Weinproduzent tätig. 1989 erwarb er das Weingut Château de Tigné im Anjou. Für das Weingut La Clef des Terroirs, das Weinbau auf biologisch-dynamische Weise betreibt, engagierte er den aus Bordeaux stammenden Önologen Bernard Magrez. Weltweit besitzt Depardieu 14 Wein- und Landgüter, unter anderem in Burgund, dem Médoc und dem Département Hérault. Darüber hinaus investierte er im Maghreb, auf der Krim und in Argentinien.
Zudem besitzt er in Paris mehrere gehobene Gaststätten, etwa die Weinbars Le Bien Décidé (inzwischen geschlossen) und Relais de la Poste in der Rue du Cherche-Midi sowie das Luxusrestaurant L’Écaille de la Fontaine im Opernviertel. Das Luxusrestaurant La Fontaine Gaillon, das Depardieu 2003 ebenfalls im Pariser Opernviertel eröffnete, verkaufte er im Juni 2019. Depardieu investierte ferner in eine Fischhandlung, Moby Dick, und ein Feinkostgeschäft mit japanischen Delikatessen, beides in der Rue du Cherche-Midi in Paris.
Im Oktober 2004 erschien Depardieus Mein Kochbuch.

## Filmografie
- 1967: Le beatnik et le minet
- 1970: Le cri du cormoran, le soir au-dessus des jonquet
- 1970: Nausicaa (TV)
- 1970: Tango (TV)
- 1970: Le cyborg ou Le voyage vertical (TV)
- 1970: La pomme de son œil (TV)
- 1970: Rendez-vous à Badenberg (TV-Serie)
- 1970: Les aventures de Zadig (TV)
- 1971: La vie sentimentale de Georges Le Tueur
- 1971: Un peu de soleil dans l’eau froide
- 1972: Le viager
- 1972: Der Killer und der Kommissar (Le tueur)
- 1972: Nathalie Granger
- 1972: Der Mann aus Marseille (La Scoumoune)
- 1972: Rendezvous zum fröhlichen Tod (Au rendez-vous de la mort)
- 1973: Das Jahr Null Eins (L’an 01)
- 1973: Die Affäre Dominici (L’affaire Dominici)
- 1973: Maigret (Les enquêtes du commissaire Maigret) (TV-Serie, Folge: Mon ami Maigret)
- 1973: Un monsieur bien rangé (TV-Miniserie)
- 1973: Endstation Schafott (Deux hommes dans la ville)
- 1973: Rude journée pour la Reine
- 1973: L’inconnu (TV)
- 1974: Die Gaspards (Les Gaspards)
- 1974: Die Ausgebufften (Les valseuses)
- 1974: La femme du gange
- 1974: Stavisky
- 1974: Vincent, François, Paul und die anderen (Vincent, François, Paul … et les autres)
- 1975: Maîtresse
- 1975: Ganz so schlimm ist er auch nicht (Pas si méchant que ça)
- 1975: Quartett Bestial (Sept morts sur ordonnance)
- 1976: Je t’aime (Je t’aime, moi non plus)
- 1976: Die letzte Frau (La dernière femme)
- 1976: 1900 (Novecento)
- 1976: Barocco
- 1977: Die wilden Mahlzeiten (René la canne)
- 1977: Der Lastwagen (Le camion)
- 1977: Baxter, Vera Baxter
- 1977: Süßer Wahn (Dites-lui que je l’aime)
- 1977: La nuit, tous les chats sont gris
- 1977: Violanta
- 1978: Frau zu verschenken (Préparez vos mouchoirs)
- 1978: Die linkshändige Frau
- 1978: Affentraum (Rêve de singe)
- 1978: Zucker, Zucker! (Le sucre)
- 1978: Stau (L’ingorgo – una storia impossibile)
- 1979: Die Hunde (Les chiens)
- 1979: Den Mörder trifft man am Buffet (Buffet froid)
- 1980: Hurricane Rosie (Temporale Rosy)
- 1980: Mein Onkel aus Amerika (Mon oncle d’Amérique)
- 1980: Der Loulou (Loulou)
- 1980: Die letzte Metro (Le dernier métro)
- 1980: Inspektor Loulou – Die Knallschote vom Dienst (Inspecteur la Bavure)
- 1980: Die Männer, die ich liebte (Je vous aime)
- 1981: Wahl der Waffen (Les choix des armes)
- 1981: Die Frau nebenan (La femme d’à coté)
- 1981: Der Hornochse und sein Zugpferd (La chèvre)
- 1982: Die Wiederkehr des Martin Guerre (Le retour de Martin Guerre)
- 1982: Der große Bruder (Le grand frère)
- 1983: Danton
- 1983: Der Mond in der Gosse (La lune dans le caniveau)
- 1983: Zwei irre Spaßvögel (Les compères)
- 1984: Fort Saganne
- 1984: Le Tartuffe
- 1984: Die Enthüllung (Rive droite, rive gauche)
- 1985: Der Bulle von Paris (Police)
- 1985: Eine Frau zum Verlieben (Une femme ou deux)
- 1986: Abendanzug (Tenue de soirée)
- 1986: Jean Florette (Jean de Florette)
- 1986: Ich hasse Schauspieler! (Je hais les acteurs)
- 1986: Rue du départ
- 1986: Die Flüchtigen (Les fugitifs)
- 1987: Die Sonne Satans (Sous le soleil de Satan)
- 1988: Nächtliche Sehnsucht – Hemmungslos (Drôle d’endroit pour une rencontre)
- 1988: Camille Claudel
- 1989: Deux
- 1989: Zu schön für Dich (Trop belle pour toi)
- 1989: I want to go home
- 1990: Cyrano von Bergerac (Cyrano de Bergerac)
- 1990: Uranus
- 1990: Green Card – Schein-Ehe mit Hindernissen (Green Card)
- 1991: Dem Leben sei Dank (Merci la vie)
- 1991: Mein Vater, der Held (Mon père, ce héros)
- 1991: Die siebente Saite (Tous les matins du monde)
- 1992: From Time to Time
- 1992: 1492 – Die Eroberung des Paradieses (1492: Conquest of Paradise)
- 1993: Weh mir (Hélas pour moi)
- 1993: Germinal
- 1994: Daddy Cool (My Father the Hero)
- 1994: Eine reine Formalität (Una pura formalità)
- 1994: Die Auferstehung des Colonel Chabert (Le colonel Chabert)
- 1994: Die Maschine (La machine)
- 1995: Hundert und eine Nacht (Les cent et une nuits de Simon Cinéma)
- 1995: Elisa
- 1995: Der Husar auf dem Dach
- 1995: Die Schutzengel (Les anges gardiens)
- 1995: Mein Vater, das Kind (Le garçu)
- 1996: Ein Licht in meinem Herzen (Décroche les étoiles)
- 1996: Bogus
- 1996: Der Geheimagent (The Secret Agent)
- 1996: Le plus beau métier du monde
- 1996: Hamlet
- 1997: XXL
- 1998: Der Mann in der eisernen Maske (The Man in the Iron Mask)
- 1998: Ist Liebe nur ein Wort? (La parola amore esiste)
- 1998: Liebe auf den sexten Blick (Bimboland)
- 1998: Der Graf von Monte Christo (Le comte de Monte-Cristo) (TV-Miniserie)
- 1999: Asterix und Obelix gegen Caesar (Astérix et Obélix contre César)
- 1999: Die Brücke von Ambreville (Un pont entre deux rives)
- 1999: Balzac – Ein Leben voller Leidenschaft (Balzac) (TV-Miniserie)
- 2000: Mirka
- 2000: Tutto l’amore che c’è
- 2000: Vatel
- 2000: Les Misérables – Gefangene des Schicksals (Les misérables) (TV-Miniserie)
- 2000: Bérénice
- 2000: Zavist bogov
- 2000: 102 Dalmatiner (102 Dalmatians)
- 2001: Ein Mann sieht rosa (Le placard)
- 2001: Concorrenza sleale
- 2001: CQ
- 2001: Vidocq
- 2001: Streghe verso nord
- 2002: Asterix & Obelix: Mission Kleopatra (Astérix & Obélix: Mission Cléopâtre)
- 2002: Dina – Meine Geschichte (Jeg Er Dina)
- 2002: Liebe deinen Vater (Aime ton père)
- 2002: Zwischen Fremden (Between Strangers)
- 2002: City of Ghosts
- 2002: Napoleon (TV-Miniserie)
- 2002: Blanche
- 2002: Ruy Blas (TV)
- 2003: Uboynaya sila (TV-Serie)
- 2003: Pakt des Schweigens (Le pacte du silence)
- 2003: Crime Spree – Ein gefährlicher Auftrag (Crime Spree)
- 2003: Bon Voyage
- 2003: Nathalie (Nathalie …)
- 2003: Ruby & Quentin – Der Killer und die Klette (Tais-toi!)
- 2003: Les clefs de bagnole
- 2003: Volpone (TV)
- 2004: RRRrrrr!!!
- 2004: San-Antonio
- 2004: Lady Musketier – Alle für Eine (La femme musketeer) (TV)
- 2004: Nouvelle-France
- 2004: 36 tödliche Rivalen (36 Quai des Orfèvres)
- 2004: Changing Times (Les temps qui changent)
- 2005: La vie de Michel Muller est plus belle que la vôtre
- 2005: Zwei ungleiche Freunde (Je préfère qu’on reste amis …)
- 2005: Boudu
- 2005: Les rois maudits (TV-Miniserie)
- 2005: Wie sehr liebst du mich? (Combien tu m’aimes?)
- 2005: Olé!
- 2006: Noch einmal Ferien (Last Holiday)
- 2006: Paris, je t’aime (in der Episode „Quartier Latin“, auch Regie)
- 2006: Chanson d’Amour (Quand j’étais chanteur)
- 2007: La vie en rose (La môme)
- 2007: Michou d’Auber
- 2008: Asterix bei den Olympischen Spielen (Astérix aux jeux olympiques)
- 2008: Vsyo mogut koroli
- 2008: Disco
- 2008: Sans arme, ni haine, ni violence
- 2008: Babylon A.D.
- 2008: Public Enemy No. 1 – Mordinstinkt (L’instinct de mort)
- 2008: L’abolition
- 2008: Bouquet final
- 2008: Hello Goodbye – Entscheidung aus Liebe (Hello Goodbye)
- 2008: Les enfants de Timpelbach
- 2009: Diamond 13 (Diamant 13)
- 2009: Kommissar Bellamy (Bellamy)
- 2009: Der Retter (À l’origine)
- 2009: Groland magazine (TV-Serie)
- 2010: L’autre Dumas
- 2010: Mammuth
- 2010: Le grand restaurant (TV)
- 2010: Glenn No. 3948 (Glenn, the Flying Robot)
- 2010: Das Labyrinth der Wörter (La tête en friche)
- 2010: Das Schmuckstück (Potiche)
- 2010: Pozdnyaya lyubov
- 2010: Small World (Je n’ai rien oublié)
- 2011: Grenouille d’hiver
- 2011: Der Kuss des Schmetterlings (Un baiser papillon)
- 2011: Rasputin – Hellseher der Zarin (Raspoutine) (TV)
- 2012: Der Tag wird kommen (Le grand soir)
- 2012: Asterix & Obelix – Im Auftrag Ihrer Majestät (Astérix et Obélix: Au service de sa majesté)
- 2012: L’homme qui rit
- 2012: Life of Pi: Schiffbruch mit Tiger (Life of Pi)
- 2013: Ipu – A Farewell to Fools (A Farewell to Fools)
- 2013: Choral des Todes (La marque des anges – Miserere)
- 2013: Eine ganz ruhige Kugel (Les invincibles)
- 2014: Welcome to New York
- 2014: United Passions
- 2015: Valley of Love – Tal der Liebe (Valley of Love)
- 2015: Schlemmen mit Gérard Depardieu (À pleines dents!) (TV)
- 2016: The End
- 2016: Le divan de Staline
- 2016: Saint Amour – Drei gute Jahrgänge
- 2016–2018: Marseille (Fernsehserie)
- 2017: Bonne pomme
- 2017: Meine schöne innere Sonne (Un beau soleil intérieur)
- 2018: Verliebt in meine Frau (Amoureux de ma femme)
- 2018: Sgt. Stubby: An American Hero (Stimme)
- 2018: Les confins du monde
- 2018: Aladin – Wunderlampe vs. Armleuchter (Alad'2)
- 2018: Unterwegs mit Gérard Depardieu – Japan (Gérard de par le monde: Japon) (TV)
- 2019: Convoi exceptionnel
- 2019: Thalasso
- 2019: Das Wunder von Marseille (Fahim)
- 2020: Des hommes
- 2021: Verlorene Illusionen (Illusions perdues)
- 2021: Mord in Saint-Tropez (Mystère à Saint-Tropez)
- 2021: Robust (Robuste)
- 2022: Maigret
- 2022: Der Geschmack der kleinen Dinge (Umami)
- 2022: Les volets verts

## Auszeichnungen und Nominierungen

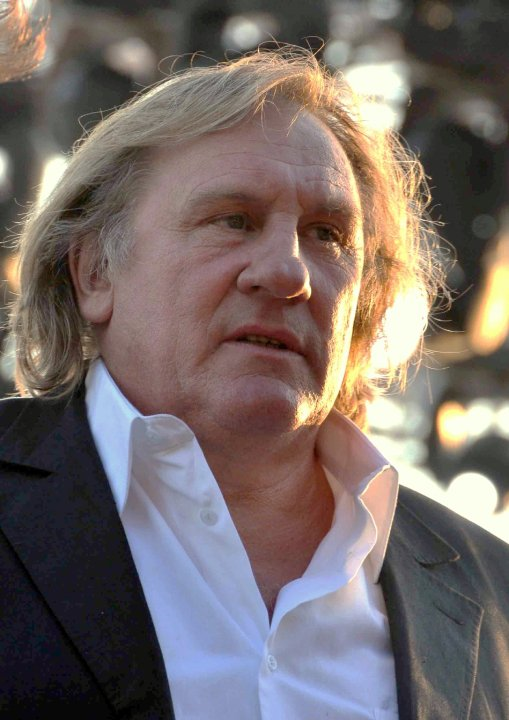
Depardieu beim Festival de Cannes 2010

- 1975: Quartett Bestial (Sept morts sur ordonnance), César-Nominierung für den besten Darsteller
- 1976: Die letzte Frau (La dernière femme), César-Nominierung für den besten Darsteller
- 1977: Sag ihm, dass ich ihn liebe, auch bekannt als Süßer Wahn oder Der süße Wahn (Dites-lui que je l’aime), César-Nominierung für den besten Darsteller
- 1978: Zucker, Zucker (Le sucre), César-Nominierung für den besten Darsteller
- 1981: César, Bester Hauptdarsteller, Die letzte Metro
- 1983: Danton, César-Nominierung für den besten Darsteller
- 1983: Les compères, César-Nominierung für den besten Darsteller
- 1984: Fort Saganne, César-Nominierung für den besten Darsteller
- 1985: Filmfestspiele Venedig, Bester Hauptdarsteller, Der Bulle von Paris
- 1985: Chevalier des Ordre national du Mérite
- 1987: Die Sonne Satans (Sous le soleil de Satan), César-Nominierung für den besten Darsteller
- 1988: Camille Claudel (Camille Claudel), César-Nominierung für den besten Darsteller
- 1989: Zu schön für Dich (Trop belle pour toi), César-Nominierung für den besten Darsteller
- 1990: Filmfestspiele Cannes 1990, Bester Hauptdarsteller, Cyrano von Bergerac
- 1990: Europäischer Filmpreis für Bester Darsteller, Nominierung, Cyrano von Bergerac
- 1991: César, Bester Hauptdarsteller, Cyrano von Bergerac
- 1991: Oscar, Nominierung Bester Hauptdarsteller, Cyrano von Bergerac
- 1991: Golden Globe Award Bester Hauptdarsteller, Green Card
- 1992: British Academy Film Award, Bester Hauptdarsteller, Nominierung, Cyrano von Bergerac
- 1994: Die Auferstehung des Colonel Chabert (Le colonel Chabert), César-Nominierung für den besten Darsteller
- 1996: Ritter der Ehrenlegion
  - Nachdem die französische Kultusministerin Rima Abdul Malak, „angewidert“ von Depardieus respektlosem und sexistischem Umgang mit Frauen, ein Disziplinarverfahren der Ehrenlegion gegen ihn angekündigt hatte, hat Depardieu im Dezember 2023 seine Mitgliedschaft in der französischen Ehrenlegion selbst „zur Verfügung“ gestellt.[52]
- 1997: Internationale Filmfestspiele von Venedig 1997, Goldener Löwe für sein Lebenswerk
- 1998: DIVA-Award
- 2002: Ritter (frz.: Chevalier) des Ordre national du Québec;[53] dies wird im Bereich des Commonwealth mit dem Namenszusatz CQ abgekürzt
  - entzogen 2023[54]
- 2006: Moscow International Film Festival: Stanislavsky-Preis für das schauspielerische Lebenswerk
- 2006: Chanson d’Amour (Quand j’étais chanteur), César-Nominierung für den besten Darsteller
- 2010: Mammuth, César-Nominierung für den besten Darsteller
- 2010: Benennung eines Asteroiden nach ihm: (19999) Depardieu
- 2013: Ehrenbürgerschaft der belgischen Gemeinde Estaimpuis[55]
  - entzogen 2023[54]
- 2013: Ehrenbürgerschaft der russischen Stadt Grosny[56]
- 2016: Valley of Love – Tal der Liebe, César-Nominierung für den besten Darsteller

## Deutsche Synchronstimme
Zu Beginn seiner Karriere hatte Depardieu keine feste Synchronstimme, er wurde unter anderem häufiger von Christian Brückner, Wolfgang Pampel oder Thomas Danneberg synchronisiert. Ab den 1980er Jahren hat sich Manfred Lehmann als Standardstimme durchgesetzt und ist es seit dieser Zeit beinahe ausnahmslos. Der Synchronregisseur Osman Ragheb besetzte Torsten Münchow in seiner ersten Synchronrolle auf Depardieu in Die Gaspards, da man eine Synchronstimme neben Manfred Lehmann suchte. Münchow wurde zuletzt in Welcome to New York besetzt.

## Musik
- 1980: Gérard Depardieu – Ils Ont Dit Moteur … Coupez!  RCA Victor – PL 37381, France 1980.[59][60]

## Schriften
- Gestohlene Briefe. Droemer Knaur, München 1989, ISBN 3-426-02951-0.
- Mein Kochbuch. Zabert Sandmann, München 2004, ISBN 3-89883-098-5.
- Ich liebe das Leben, das Leben liebt mich. Heyne, München 2005, ISBN 978-3-453-64016-0.
- Es hat sich so ergeben. Das Neue Berlin, Berlin 2015, ISBN 978-3-360-02197-7.

## Dokumentarfilme
- Depardieu, voll im Leben. (OT: Depardieu – vivre aux éclats.) Dokumentation, Frankreich, 1999, Kino: 71 Min., Fernsehen: 52 Min., Buch: Jean-Claude Esguevives, Jean-Claude Guidicelli, Serge Toubiana, Regie: Jean-Claude Guidicelli, Produktion: Pmp – Morgane, arte France.[62]
- Gérard Depardieu – Mein Leben. Dokumentation, Deutschland, 2008, 43 Min., Regie: Andreas Schlosser und Andreas Strasser, Produktion: Ilona Grundmann Filmproduction, ZDF, arte, Erstsendung: 23. November 2008 bei arte, Inhaltsangabe.
- Reise durch den Kaukasus. Gérard Depardieu auf den Spuren von Alexandre Dumas. Dokumentarfilm, Frankreich, Aserbaidschan, 2012, 55 Min., Buch und Regie: Jean-Pierre Devillers, Stéphane Bergouhnioux, Produktion: arte France, Erstsendung: 4. Mai 2014 bei arte, Inhaltsangabe von ARD. Depardieu unterwegs mit dem Comiczeichner Mathieu Sapin.
- Schlemmen mit Gérard Depardieu. (OT: À pleines dents!) Dokumentarfilm-Reihe in fünf Teilen à 44 Min., Frankreich, 2015, Buch und Regie: Stéphane Bergouhnioux und Sébastien Fallourd, Produktion: Les Films d’Ici, arte France, Reihe: Schlemmen mit Gérard Depardieu, Erstsendungen: 12. – 16. Oktober 2015 bei arte, Filmportal von arte. (Memento vom 4. März 2016 im Internet Archive)
- Begegnung mit Gérard Depardieu. Gespräch, Frankreich, 2015, 27:35 Min., Regie: Olivier Père, Produktion: arte France, Reihe: Filmgrößen, Erstsendung: 16. März 2017 bei arte.
- Unterwegs mit Gérard Depardieu – Japan. (OT: Gérard de par le monde: Japon.) Dokumentarfilmreihe in fünf Folgen à 27 Min., Frankreich, 2018, Buch und Regie: Sébastien Fallourd, Produktion: Nompareille Productions, arte France, Reihe: Unterwegs mit Gérard Depardieu – Japan, Erstsendungen: 3.–7. September 2018 bei arte.